# Batalla del Helesponto
La batalla del Helesponto es el nombre de dos combates navales librados consecutivamente en julio de 324, entre la armada del emperador romano Constantino el Grande, liderada por su primogénito Crispo, y la flota del coemperador Licinio, al mando del almirante Abanto (o Amando). Crispo, a pesar de encontrarse en inferioridad numérica, logró aprovechar la estrecha topografía del Helesponto, consiguiendo hundir un gran número de embarcaciones de la desordenada flota de Abanto, quien reorganizó sus efectivos y al siguiente día trabó un nuevo combate contra la armada constantiniana. Sin embargo, una tempestad arrasó gran parte de los navíos licinianos, llevando a Crispo a una abrumadora victoria.
Este oportuno triunfo permitió a Constantino proseguir con el sitio que venía realizando a la ciudad de Bizancio (actual Estambul, en Turquía). Ante el fuerte asedio y viendo su flota perdida, Licinio se vio obligado a huir a través del estrecho en dirección de Anatolia, en donde reagrupó a los remanentes de sus huestes, como última tentativa para detener a su rival. Sin embargo, las fuerzas licinianas serían derrotadas decisivamente en la batalla de Crisópolis, la cual puso fin a las guerras civiles de la tetrarquía, y establecería a Constantino como gobernante único.

## Antecedentes

Estrecho del Bósforo y el mar de Mármara

El emperador romano Constantino I (r. 306-337) había derrotado previamente a Licinio en una guerra civil ocho años antes de las batallas de Cibalis y Mardia, que concluyó con el reconocimiento de la conquista de la península de los Balcanes, con la excepción de Tracia, lo cual le colocó en una posición de poder muy ventajosa con respecto a su coemperador, pero dejó la relación entre ambos bastante tirante. Ya en el año 323, Constantino estaba presto para reiniciar el conflicto: cuando su ejército se encontraba persiguiendo a un grupo de invasores visigodos (o sármatas), cruzó la frontera del territorio liciniano, suscitándose un oportuno casus belli. La reacción de Licinio ante la invasión fue completamente hostil, lo que llevó a Constantino a continuar la ofensiva, atacando Tracia con toda su fuerza, y a pesar de que sus huestes eran inferiores en número, estaban conformadas por veteranos de muchas batallas. Por otra parte, como ahora el emperador controlaba Iliria, contaba con el acceso a los mejores reclutas del imperio.
Después de su derrota en la batalla de Adrianópolis, Licinio y el grueso de su ejército se retiraron a la ciudad de Bizancio, dejando allí una fuerte guarnición mientras cruzaba el Bósforo con la mayor parte de sus tropas. Para mantener a Bizancio bajo su mando y poder asegurar su línea de comunicación entre la capital y su ejército en Asia Menor, se apoderó de los estrechos que separan Tracia de Bitinia y de Misia (Helesponto), haciendo de esta estrategia su prioridad. Si Constantino quería cruzar el Bósforo para destruir la resistencia liciniana, también tendría que conquistar el control marítimo del estrecho, pero la mayor parte del ejército oponente se encontraba emplazado en este lugar. Mientras tanto, la armada partió para cubrir el estrecho del Helesponto. Licinio nombró a Martiniano, un magister officiorum de su corte, como coemperador en Lámpsaco, situada en la orilla asiática del Helesponto.

## La batalla

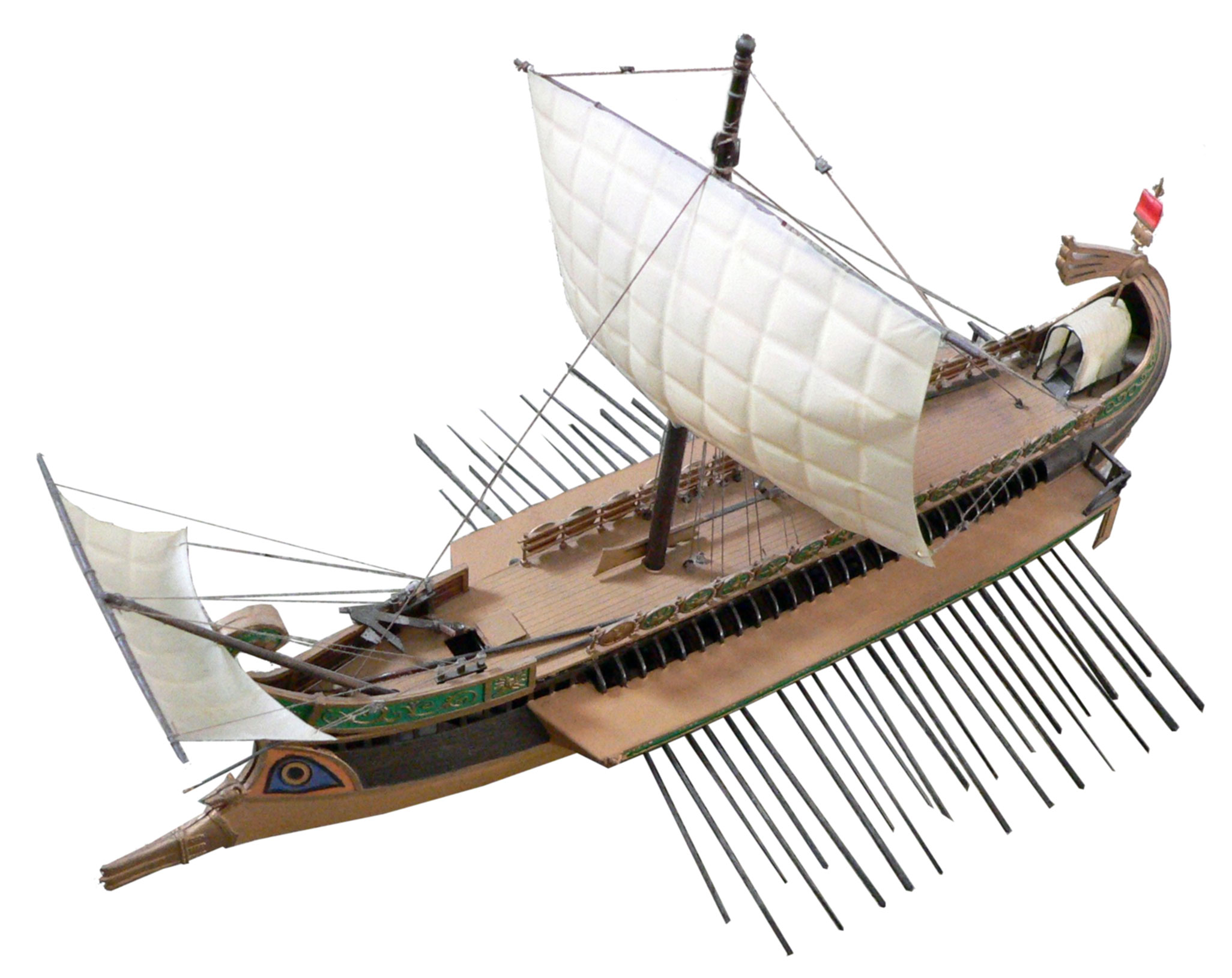
Maqueta de un trirreme romano

Mientras Constantino se encontraba dirigiendo el sitio de Bizancio, Crispo recibió la orden de conducir la flota imperial hacia el Helesponto (actual Dardanelos), donde bloquearía al enemigo. El príncipe decidió ingresar al estrecho únicamente con 80 de sus navíos, en tanto que el almirante de Licinio, Abanto, comandaba 200 embarcaciones, con la clara intención de cercar a la flota constantiniana. La armada del almirante Abanto, debido al gran tamaño de su flota y a lo apretado del estrecho, más confundía que ayudaba. Crispo utilizó sus escuadrones más compactos para superar a la desarticulada armada adversaria, hundiendo a muchos de los navíos licinianos. La batalla concluyó al anochecer, con Abanto obligado a dirigir sus navíos hacia Eanto, mientras que otros encontraron refugio en Eleu, en Calípolis (actual península de Galípoli).
Abanto se retiró a la punta oriental del Helesponto para reagrupar sus fuerzas, mientras que Crispo aumentó su armada con refuerzos provenientes del Mar Egeo. Ambas flotas se reencontraron al día siguiente, entablando combate cerca de Calípolis. Para suerte del príncipe Crispo, una tempestad destruyó muchas de las embarcaciones licinianas que se hallaban todavía ancladas en la costa. Según el historiador Zósimo, la tempestad habría provocado la destrucción de 130 naves y la pérdida de 5000 hombres. El mismo barco de Abanto se hundió, consiguiendo salvarse nadando hasta la costa. El resultado final fue que toda la flota de Licinio, con la salvedad de cuatro navíos, fue destruida, hundida o capturada, una victoria contundente de Constantino.

## Consecuencias

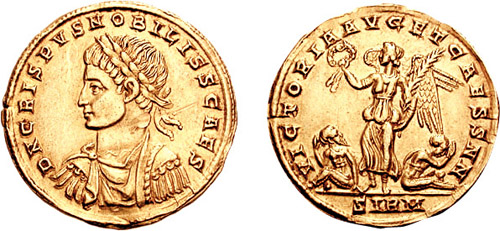
Sólido bizantino con el busto de Crispo, vencedor de la batalla del Helesponto, emitido en Sirmio para celebrar la victoria de Constantino sobre los godos en 323

La victoria de Crispo permitió que Constantino recibiera los recursos necesarios para garantizar el éxito del sitio de Bizancio. Licinio, sin saber cómo enfrentar el asedio militar al que estaba sujeto, ordenó a sus soldados que atravesaran el estrecho para el lado asiático, donde pretendía reagruparlos. La victoria naval permitió que el ejército constantiniano pudiera transportarse a Asia Menor, utilizándose una flota de transportes ligeros con el propósito de evitar a las fuerzas de Martiniano, recientemente elevado a coemperador. El ejército imperial finalmente derrotó a Licinio en la batalla de Crisópolis, cerca de Calcedonia, siendo esta la última batalla de la guerra civil entre ambos. Bizancio y Calcedonia capitularon, mientras que Licinio se rindió en Nicomedia, lo cual le otorgó a Constantino el control único del Imperio romano.